# Vicente Rosal Ferreira Leite
Vicente Rosal Ferreira Leite, conhecido como 'Vicente Leite' (Crato, 6 de agosto de 1900 — Rio de Janeiro, 14 de outubro de 1941) foi um desenhista e pintor brasileiro.
Era filho de Felix Ferreira Leite (Felix Fogueteiro) e Maria Rosal Ferreira Leite. Artista de talento precoce, com bolsa do governador do Ceará, estudou na Escola Nacional de Belas Artes, entre 1920 e 1926. Foi colega de turma de Cândido Portinari e de Orlando Teruz. Teve como mestres Batista da Costa, Rodolfo Chambelland e Lucílio de Albuquerque.
Dentre outras produções artísticas e obras de arte, destaca-se: Solitude - Jardim Botânico.

## Homenagens
É nome de via rodoviária de importância na cidade do Crato, além do escritor Bruno Menezes ter-lhe dedicado um livro chamado Vicente Leite - glória da pintura brasileira.